# Pages de gauche
Pages de gauche est un périodique suisse romand d'opinions socialistes édité à Lausanne depuis 2002 par l'association du même nom. Il se veut une « plateforme d'échanges et de réflexions résolument ancrés à gauche » et se reconnaît dans la tradition du socialisme démocratique.

## Historique
L’idée du journal serait venue de Pierre-Yves Maillard (alors secrétaire syndical). Des fonds permettant de financer les débuts sont réunis auprès de conseillers et conseillères nationaux socialistes. La première réunion a lieu en 2001 dans le cadre de la « bataille autour de l’avenir des services publics et des dangers de les privatiser » (selon Philipp Müller). Un journal de réflexion et de débats d’idées a alors semblé nécessaire pour véhiculer les idées socialistes, incluant des personnes non membres du parti socialiste. Pour les initiateurs du projet, il fallait aussi combler le vide laissé par la disparition de la Tribune Socialiste Vaudoise. 
À sa fondation en 2002, le comité de l'association éditrice était composé de Cesla Amarelle, Arnaud Bouverat, Michel Cambrosio, Nils de Dardel, Julien Dubouchet, Dan Gallin, Valérie Garbani, Grégoire Junod, Kevin Luximon, André Mach, Pierre-Yves Maillard, Jean-Philippe Matthey, Stéphane Montangero, Solange Peters, Gilles Pierrehumbert, Stéphane Rossini, Géraldine Savary, Gianni Schneider, Nelson Serathiuk, Claude Vaucher et Alberto Velasco. La rédaction était composée de Anouk Henry, Carole-Anne Kast, Oran McKenzie, Philippe Mivelaz, Philipp Müller, Julie Poget, Florian Ruf et Christian Vullioud. Le premier numéro du journal est paru en mai 2002. 
Le lectorat formé d´environ mille abonnés en juin 2004 se répartit entre : Vaud 470, Genève 140, Neuchâtel 120, Fribourg 70, Berne 70, Valais 60, Jura 40, et quelques abonnés en Suisse alémanique et au Tessin. Environ 800 sont des abonnés individuels, 200 autres abonnements sont payés par les sections du Parti socialiste (afin d´atteindre 1 000 exemplaires et de bénéficier d´un tarif d´envoi préférentiel). Depuis 2004, la rédaction de Pages de gauche a initié une collaboration rédactionnelle régulière avec le quotidien Le Courrier.

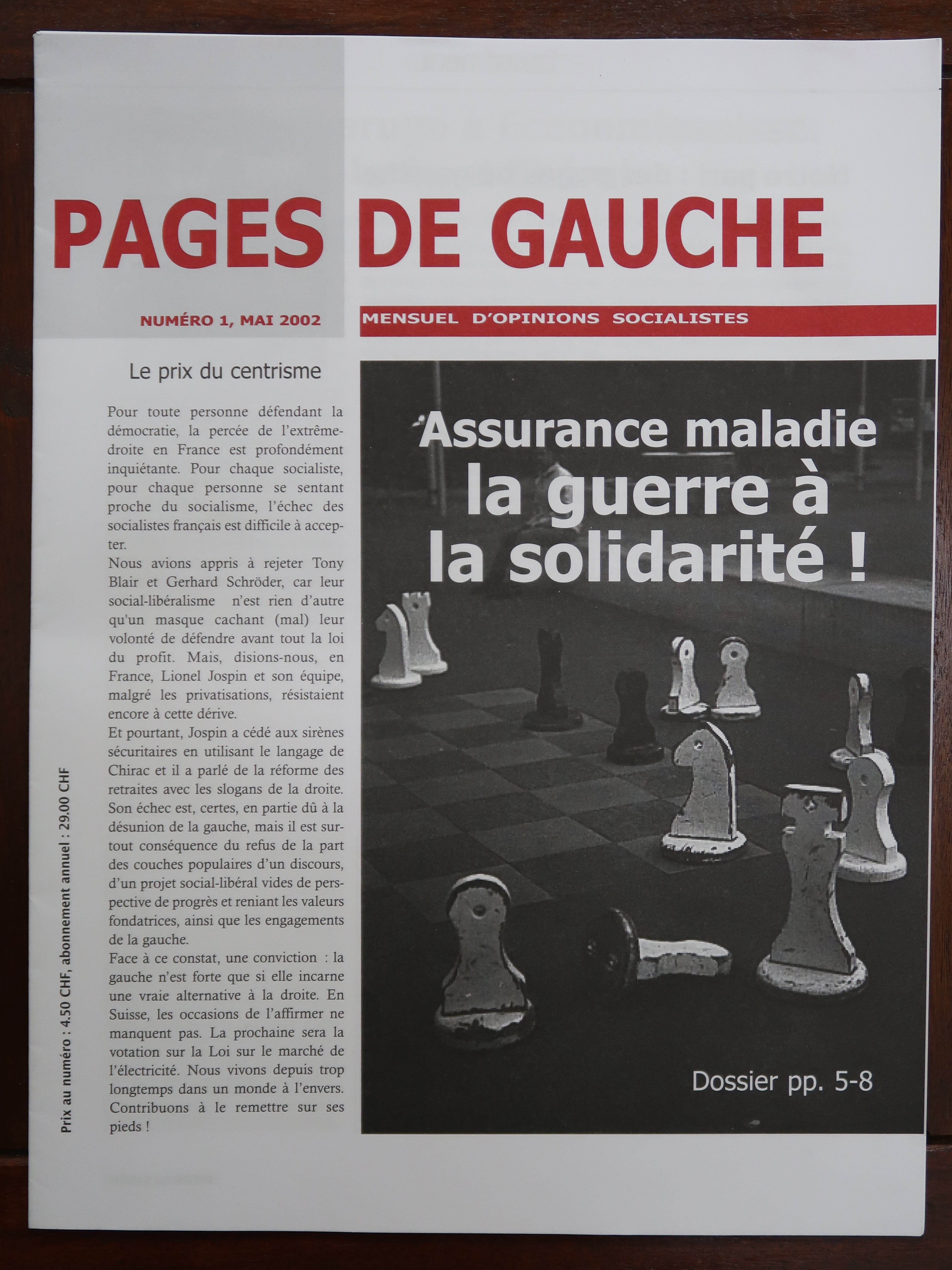
Le premier numéro de Pages de gauche, paru en mai 2002.

Le journal ne contient pas de publicité. Ses abonnés constituent sa principale source de financement, le solde étant pris en charge par l'association éditrice et par des dons. Le journal n'est lié à aucun parti politique, il a ajouté en 2008 le mot « indépendant » à son sous-titre « Mensuel d’opinions socialistes »,. 
L’éditorial est signé collectivement et il n’y a pas de rédacteur en chef. Ont fait partie de la rédaction (mentionnés en 2010) : Samuel Bendahan, Romain Felli, Raphaël Mahaim (avant de passer aux Verts), Dan Gallin (syndicaliste), Pierre Aguet, Raymond Durous. 
Le journal a présenté de 2002 à 2009 environ quatre-vingts figures du mouvement socialiste, révolutionnaires, ou esprits critiques (avec des portraits dessinés par Philippe Mivelaz).
Dans sa présentation historique du journal parue en 2010, Pierre Jeanneret distingue quatre axes principaux traités dans Pages de gauche : la lutte contre « la dérive social-démocrate » dans le parti socialiste (en Suisse et à l´étranger), la défense du service public et du « social » en général (fiscalité, répartition des richesses), les relations avec les syndicats, et l’internationalisme. 
Mensuel jusqu'à son numéro 162, sorti en janvier 2017, le journal devient alors trimestriel. En plus de son édition papier, il publie régulièrement des articles d'actualité sur son site Internet.
En 2021, le comité de l'association compte parmi ses membres Cora Antonioli, Çagla Aykac, Umberto Bandiera, Valérie Boillat, Rüstü Demirkaya, Dan Gallin, Mathieu Gasparini, Anne Holenweg, Ihsan Kurt, Urs Marti, Line Rouyet et Arnaud Thièry. La rédaction est composée de Antoine Chollet, Emma Sofia Lunghi, Joakim Martins, Bertil Munk, Stéphanie Pache, Valentin Prélaz, Hervé Roquet, Léo Tinguely et Léonore Vuissoz. Il n´y aurait que trois membres du PS au sein du comité en 2022. 
En 2022, le journal compte environ 500 abonnés principalement dans le canton de Vaud, aussi ceux de Neuchâtel et Genève. Il diffuse environ mille exemplaires de 24 pages chaque trimestre. 
À l'exception du secrétariat de rédaction, poste salarié, la rédaction est en 2022 exclusivement composée de membres bénévoles. Elle réunit des membres du Parti socialiste, des militants issus du monde associatif et des syndicats et des chercheuses et chercheurs universitaires engagés à gauche. Christian Vullioud était le caricaturiste de Pages de gauche (décédé en avril 2022, ancien municipal socialiste de la commune du Chenit). En 2010, le poste salarié était un 20% (10% pour la gestion et autant pour le secrétariat).

## Secrétaires de rédaction
Liste des secrétaires de rédaction de Pages de gauche : Salima Moyard 2005-2006, Rebecca Ruiz 2006-2007, Line Rouyet 2007-2009, Benoît Gaillard 2009-2010, Antoine Chollet 2010-2012, Myriam Scherly 2012-2013, Gabriel Sidler 2013-2019, Pauline Schneider 2020, Antoine Chollet (a.i.) 2020, Joakim Martins 2021-2023, Aida Demaria 2023-2025 et Bertil Munk dès 2025.

## Galerie

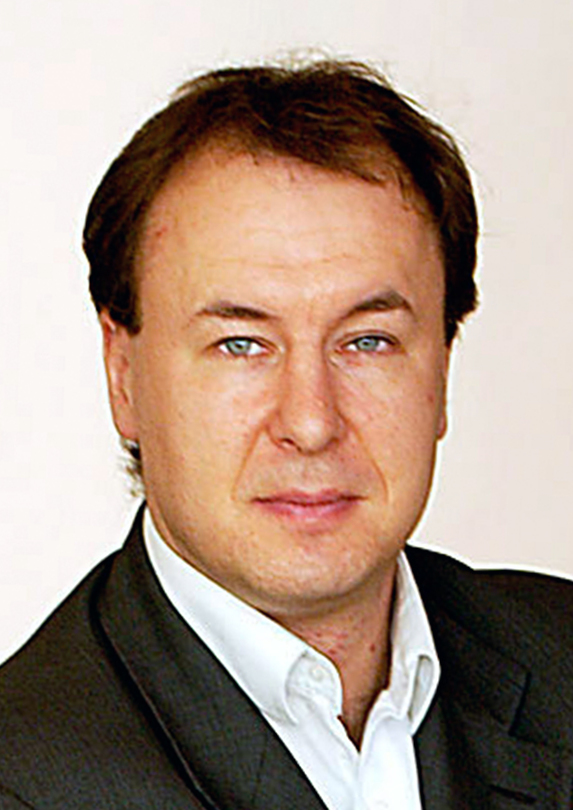
Pierre-Yves Maillard, 2003
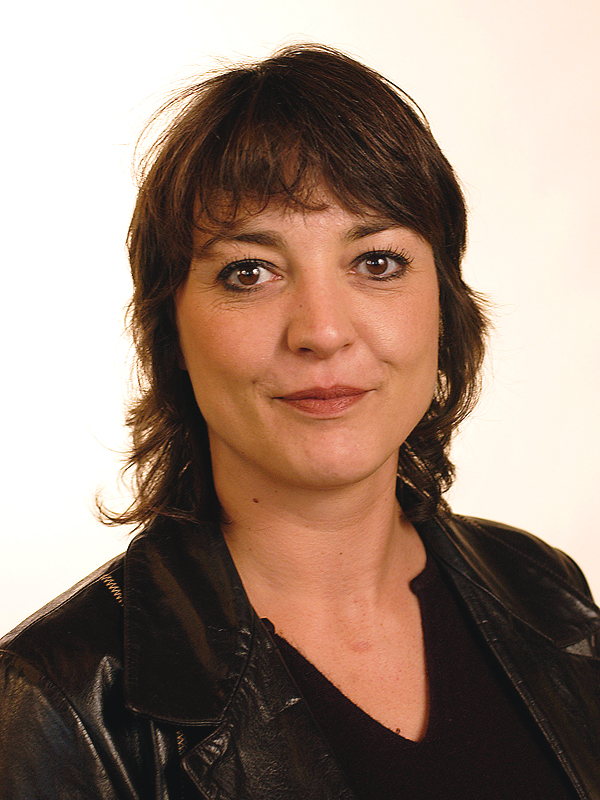
Valérie Garbani
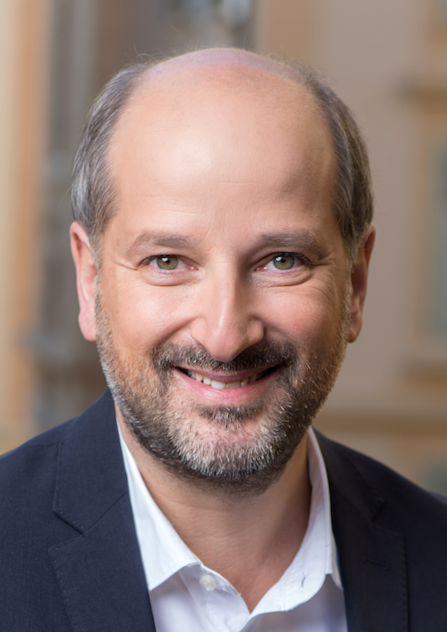
Grégoire Junod, 2021
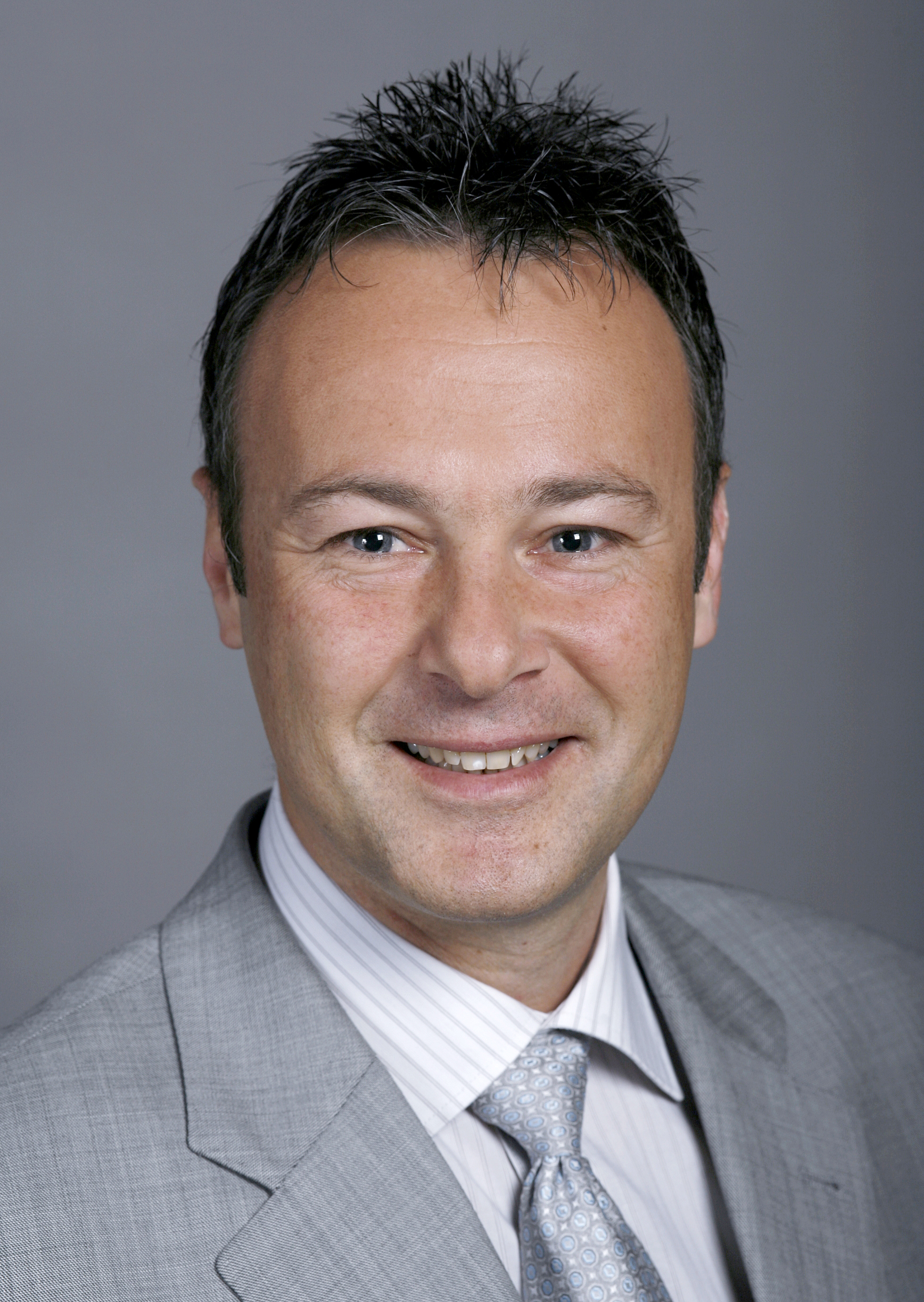
Stéphane Rossini, 2007
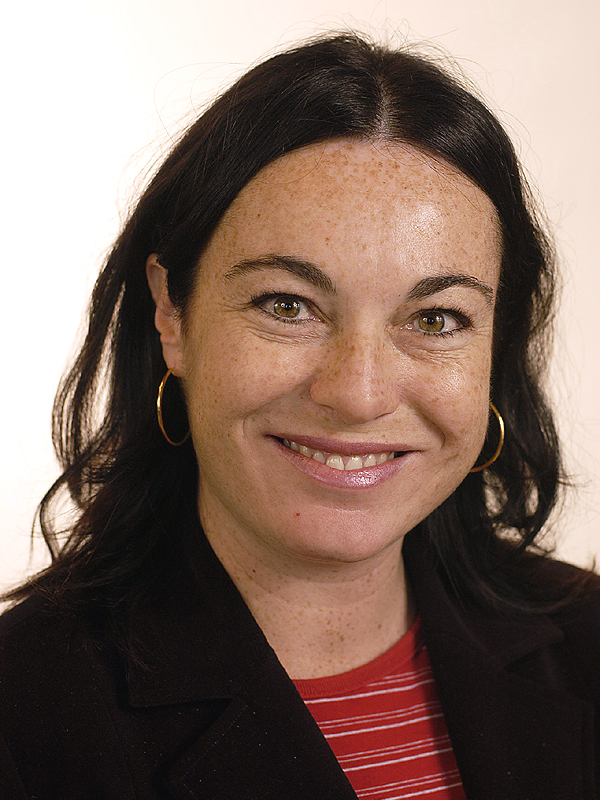
Géraldine Savary
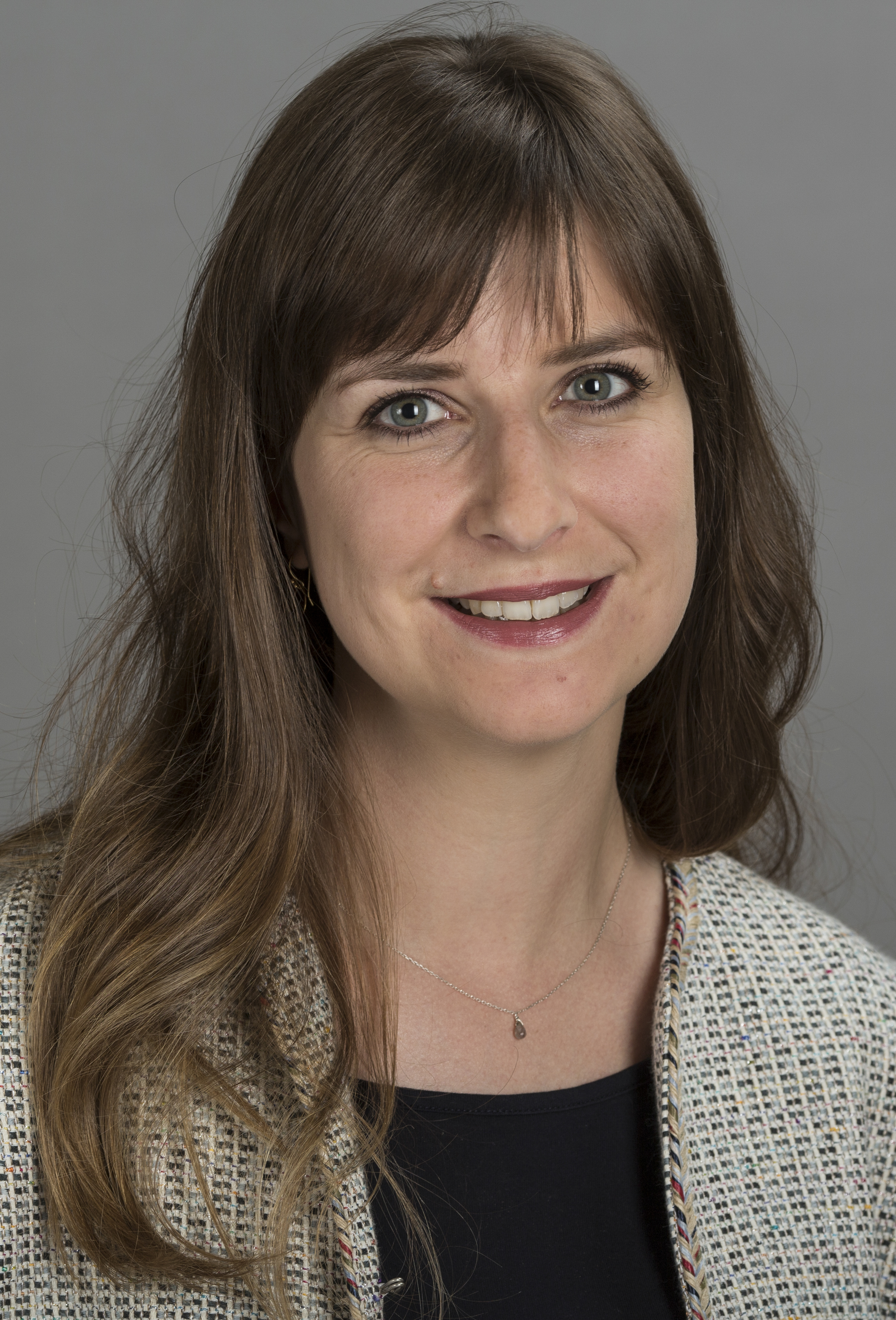
Rebecca Ana Ruiz
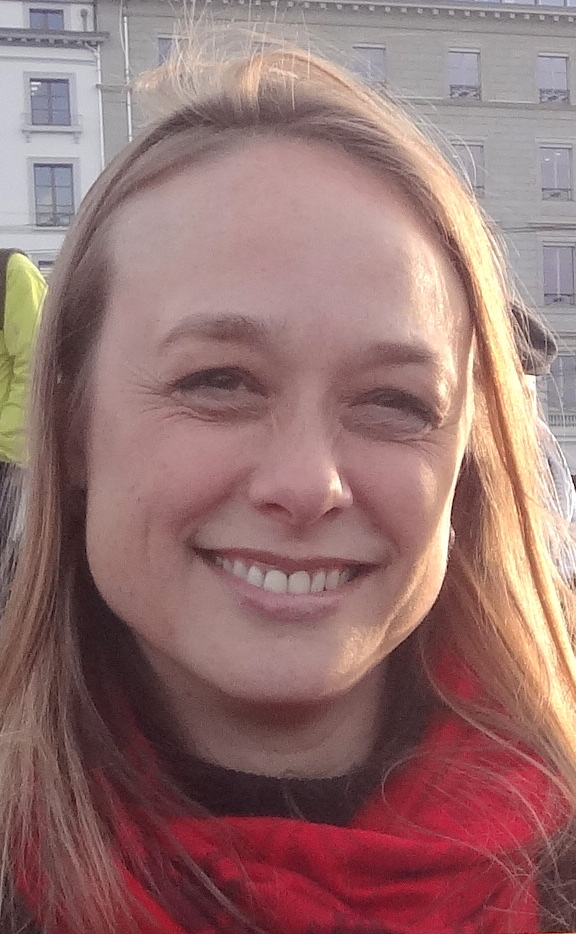
Carole Anne Kast, 2018